# Kaliumbis(biuretato)cuprat(III)
Kaliumbis(biuretato)cuprat(III) ist eine chemische Verbindung aus der Gruppe der Komplexe. Es ist eine der wenigen Verbindungen, in denen Kupfer in der Oxidationszahl 3 vorliegt.

## Gewinnung und Darstellung
Dikaliumbis(biuretato)cuprat(II) wird von Kaliumperoxodisulfat in Kalilauge zum Kaliumbis(biuretato)cuprat(III) oxidiert. Sogar bei der Einleitung eines gasförmigen Gemisches aus Chlorwasserstoff und Sauerstoff in eine Suspension des Edukts in Benzol lässt sich diese Oxidation erreichen.